# グリークラブ
グリークラブ（英: glee club）は、合唱団につけられる名称の1つ。元々はイギリスにおいて「グリー」と呼ばれる音楽を歌う団体を指した名称であるが、のちにアメリカや日本の、特に男声合唱団によく見られる名称となった。
イギリスで17世紀中ごろに発祥した「グリー」は、原則として、3声以上の無伴奏、ホモフォニックな男声合唱曲を指す。18世紀半ば以降盛んになり、1783年には、ロンドンで「グリークラブ」という音楽団体が設立された。他にも、別の名称でグリーを歌う団体がいくつか（アナクレオン協会など）あったものの、「グリークラブ」という名を持つ団体が各地に起こり、19世紀半ばにはアメリカにも、そして1899年には日本で関西学院グリークラブが誕生するに及んだ。
しかしながら、19世紀後半になると、ジャンルとしてのグリーは廃れ（ロンドンの「グリークラブ」の活動は1857年まで）、かわってパートソングが主流になる。現在、日米に多数存在するグリークラブは、グリーを（主として）歌う団体ではなくなっている。かつては、男声合唱団の名称であった「グリークラブ」が、現在では混声合唱団や女声合唱団の名称にもなっているという現象もまた、日米共通のようである。

## 日本の主なグリークラブ

### 大学男声
- 関西学院グリークラブ
- 同志社グリークラブ
- 京都大学グリークラブ
- 京都産業大学グリークラブ
- 早稲田大学グリークラブ
- 明治大学グリークラブ
- 立教大学グリークラブ
- 横浜国立大学グリークラブ
- 西南学院グリークラブ
- 上智大学グリークラブ

### 大学女声
- 金城学院大学グリークラブ
- 聖心女子大学グリークラブ
- 白百合女子大学グリークラブ

### 大学混声
- 東京電機大学グリークラブ
- ICU Glee Club
- 立正大学グリークラブ
- 明治学院大学グリークラブ
- 東海大学グリークラブ
- 電気通信大学グリークラブ
- 混声合唱団愛知学院大学グリークラブ
- 岡山大学グリークラブ
- 松山大学グリークラブ
- 東洋大学白山グリークラブ

### 高校男声
- 東奥義塾高校グリークラブ
- 淀川工科高校グリークラブ
- 崇徳高校グリークラブ
- 浦和高校グリークラブ
- 愛知高校グリークラブ
- 洛南高校グリークラブ
- 福岡県立福岡工業高等学校グリークラブ
- 桐蔭学園高等学校グリークラブ
- 大阪明星学園グリークラブ
- 早稲田大学高等学院グリークラブ
- 熊本高校グリークラブ
- 函館ラ・サール学園グリークラブ

### 高校女声
- 金城学院高校グリークラブ

### 高校混声
- 生田高校グリークラブ
- 関西学院高等部グリークラブ